# Hidruro de circonio

Disolución asistida por irradiación de hidruros de circonio intergranulares bajo implantación de He de 6 keV in situ en un microscopio electrónico de transmisión en las instalaciones MIAMI, Reino Unido..

El hidruro de circonio es una aleación que se obtiene combinando circonio e hidrógeno. El hidrógeno actúa como agente endurecedor, impidiendo que las dislocaciones de la red cristalina de átomos de circonio se deslicen unas sobre otras. Variar la cantidad de hidrógeno y la forma de su presencia en el hidruro de circonio (fase precipitada) controla cualidades como la dureza, la ductilidad y la resistencia a la tracción del hidruro de circonio resultante. El hidruro de circonio con un mayor contenido de hidrógeno puede hacerse más duro y resistente que el circonio, pero dicho hidruro de circonio también es menos dúctil que el circonio.

## Propiedades de los materiales
El circonio sólo se encuentra en la corteza terrestre en forma de mineral, normalmente un silicato de circonio, como el circón. El circonio se extrae del mineral de circonio eliminando el oxígeno y la sílice. Este proceso, conocido como proceso Kroll, se aplicó por primera vez al titanio. El proceso Kroll da como resultado una aleación que contiene hafnio. El hafnio y otras impurezas se eliminan en una etapa posterior. El hidruro de circonio se crea combinando circonio refinado con hidrógeno. Al igual que el titanio, el circonio sólido disuelve el hidrógeno con bastante facilidad.
La densidad del hidruro de circonio varía en función del hidrógeno y oscila entre 5,56 y 6,52 g cm-3.
Incluso en el estrecho intervalo de concentraciones que componen el hidruro de circonio, las mezclas de hidrógeno y circonio pueden formar una serie de estructuras diferentes, con propiedades muy distintas. Comprender estas propiedades es esencial para fabricar hidruro de circonio de calidad. A temperatura ambiente, la forma más estable del circonio es la estructura hexagonal de paquete cerrado (HCP) α-circonio. Se trata de un material metálico bastante blando que sólo puede disolver una pequeña concentración de hidrógeno, no superior al 0,069 % en peso a 550 °C. Si el hidruro de circonio contiene más de 0,069% de hidrógeno a las temperaturas de fabricación del hidruro de circonio, se transforma en una estructura cúbica centrada en el cuerpo (BCC) denominada β-circonio. Puede disolver bastante más hidrógeno, más del 1,2% de hidrógeno por encima de 900 °C.
Cuando los hidruros de circonio con menos del 0,7% de hidrógeno, conocidos como hidruros de circonio hipoeutectoides, se enfrían desde la fase β, la mezcla intenta volver a la fase α, lo que da lugar a un exceso de hidrógeno.
Otra forma polimórfica es la fase γ, generalmente se acepta que es una fase metaestable.
| Fórmula aproximada | Número CAS | Peso molecular | Densidad g/cm3 | Simetría    | Grupo espacial | No  | Símbolo de Pearson |
| ------------------ | ---------- | -------------- | -------------- | ----------- | -------------- | --- | ------------------ |
| ZrH                | 13940-37-9 | 92.232         | 5.9            | Ortorómbico | Cccm           | 66  | oS8                |
| ZrH1.6             |            |                | 5.66           | Cúbico      | Fm3m           | 225 | cF12               |
| ZrH2               | 7704-99-6  | 93.240         | 5.56           | Tetragonal  | I4/mmm         | 139 | tI6                |
| ZrH4               | 15457-96-2 | 95.256         |                |             |                |     |                    |

Los hidruros de circonio son polvos metálicos inodoros, de color gris oscuro a negro. Se comportan como los metales habituales en cuanto a conductividad eléctrica y propiedades magnéticas (paramagnéticas, a menos que estén contaminados con impurezas ferromagnéticas). Su estructura y composición son estables en condiciones ambientales. Al igual que otros hidruros metálicos, las distintas fases cristalinas de los hidruros de circonio se etiquetan convencionalmente con letras griegas, y α se reserva para el metal. Las fases ZrHx conocidas son γ (x = 1), δ (x = 1,5-1,65) y ε (x = 1,75-2). Los valores fraccionarios de x suelen corresponder a mezclas, de modo que las composiciones con x = 0,8-1,5 suelen contener una mezcla de fases α, γ y δ, y las fases δ y ε coexisten para x = 1,65-1,75. En función del aumento de x, la transición entre δ-Zr y ε-Zr se observa como una distorsión gradual de la red cúbica centrada en la cara δ (tipo fluorita) a tetragonal centrada en la cara ε. Esta distorsión va acompañada de una rápida disminución de la dureza Vickers, que es constante a 260 HV para x < 1,6, disminuye linealmente a 160 HV para 1,6 < x < 1,75 y se estabiliza en torno a 160 HV para 1,75 < x < 2,0. Esta disminución de la dureza va acompañada de la disminución de la susceptibilidad magnética. La densidad másica se comporta de forma diferente con el aumento del contenido de hidrógeno: disminuye linealmente de 6,52 a 5,66 g/cm3 para x = 0-1,6 y cambia poco para x = 1,6-2,0.

## Preparación y propiedades químicas
Los hidruros de circonio se forman por la interacción del metal con el hidrógeno gaseoso. Aunque esta reacción se produce incluso a temperatura ambiente, la hidrogenación homogénea en masa suele conseguirse mediante recocido a temperaturas de 400-600 °C durante un periodo que oscila entre varias horas y algunas semanas.A temperatura ambiente, los hidruros de circonio se oxidan rápidamente en el aire, e incluso en alto vacío. La capa nanométrica de óxido que se forma impide la difusión de oxígeno en el material, por lo que el cambio en la composición debido a la oxidación no suele tenerse en cuenta. El hidrógeno es aniónico debido a la diferencia de electronegatividad entre el Zr y el H. Cuando se preparan como películas finas, se puede mejorar la estructura cristalina y minimizar la oxidación superficial.
Los hidruros de circonio son solubles en ácido fluorhídrico o alcohol; reaccionan violentamente con el agua, los ácidos, los oxidantes o los compuestos halogenados.

## Aplicaciones
La formación de hidruros de circonio es un factor importante en el funcionamiento de varios tipos de reactores nucleares, como los reactores de agua en ebullición Fukushima I y II, que sufrieron una serie de explosiones causadas por el terremoto y tsunami de Tōhoku de 2011. Sus pastillas de combustible de uranio están encerradas en barras de metal hechas de Zircaloy - una aleación de típicamente alrededor de 98,25% de circonio con 1,5% de estaño y cantidades menores de otros metales. El zircaloy se utiliza por su pequeña sección transversal de absorción de neutrones térmicos y sus propiedades mecánicas y de corrosión superiores a las de la mayoría de los metales, incluido el zirconio. Las barras se enfrían mediante un chorro de agua que oxida gradualmente el zirconio, liberando hidrógeno. En los reactores de Fukushima, el sistema de refrigeración del reactor falló a causa del tsunami. El aumento de temperatura resultante aceleró las reacciones químicas y provocó la acumulación de importantes cantidades de hidrógeno, que explotó al reaccionar con el oxígeno cuando el gas se liberó a la atmósfera.
En funcionamiento normal, la mayor parte del hidrógeno se neutraliza de forma segura en los sistemas del reactor; sin embargo, una fracción del 5-20% se difunde en las barras de Zircaloy formando hidruros de circonio. Este proceso debilita mecánicamente las barras porque los hidruros tienen menor dureza y ductilidad que el metal. Sólo un pequeño porcentaje de hidrógeno puede disolverse en el circonio. El exceso de hidrógeno forma huecos que debilitan la Zircalooy. Entre las Zircaloys, la Zircaloy-4 es la menos susceptible a la formación de ampollas por hidrógeno.
También se utiliza como moderador de neutrones en reactores nucleares de espectro térmico como el reactor de investigación TRIGA desarrollado por General Atomics o los reactores nucleares soviéticos TOPAZ. A energías neutrónicas superiores a 0,14 eV es tan eficaz para moderar un reactor nuclear como el hidrógeno elemental (el material más conocido), pero mucho más denso, por lo que permite reactores compactos de gran potencia por unidad de volumen. Presenta resonancias neutrónicas que impiden casi toda moderación a energías inferiores a 0,14 eV. El deuteruro de circonio es superior, porque tiene una sección transversal de absorción de neutrones inferior a la del hidrógeno aneutrónico, lo que disminuye la absorción de neutrones en un reactor.
Como polvo puro, los hidruros de circonio se utilizan como catalizadores de hidrogenación, en pulvimetalurgia y como getters en la industria de tubos de vacío. En el sistema de vacío, los hidruros de circonio ayudan a establecer un sellado entre un metal y una cerámica. En este método, se mezcla un hidruro en polvo (especialmente ZrH4) con el metal de sellado; al calentar la mezcla se produce la descomposición del hidruro. El hidrógeno que se desprende limpia la zona circundante, y el metal producido fluye y forma un sello incluso a temperaturas tan bajas como 300 °C.
El ZrH2 se utiliza en pulvimetalurgia, como catalizador de hidrogenación y como agente reductor, getter de tubos de vacío y agente espumante en la producción de espumas metálicas. Otros usos incluyen actuar como combustible en composiciones pirotécnicas, concretamente en iniciadores pirotécnicos.

## Seguridad
Los hidruros de circonio en polvo son inflamables y pueden inflamarse y explotar si se exponen al calor, al fuego o a chispas. Cuando se calientan por encima de 300 °C, se descomponen liberando gas hidrógeno, que también es inflamable.